# Le Plus Vieux Métier du monde
Pour plus de détails, voir Fiche technique et Distribution.
Le Plus Vieux Métier du monde est une comédie dramatique germano-italo-française, à sketches, réalisée par Claude Autant-Lara, Philippe de Broca, Jean-Luc Godard, Mauro Bolognini, Franco Indovina et Michael Pfleghar, sortie en 1967.
Il s'agit d'un ensemble de six sketches tourné dans le style d'un « documentaire mondo » et consacré à la prostitution à travers les âges, en commençant par la préhistoire et en finissant par le futur que constitue à l'époque l'An 2000.

## Synopsis

### L'Ère préhistorique
Un jour, à l'époque préhistorique, un jeune marchand arrive dans un village. Toutes les jeunes et jolies filles tombent sous son charme, y compris la séduisante Brit. Mais l'étranger ne veut rien savoir d'elle. En désespoir de cause, Brit demande conseil au peintre rupestre du village. Celui-ci lui promet de l'aider. Le peintre mélange plusieurs couleurs et les applique délicatement sur le visage de Brit ; le maquillage est inventé. La transformation du visage de Brits a un effet renversant, le jeune marchand, comme tous les autres hommes, s'enflamme soudain pour la jeune fille. Mais maintenant, elle commence à se montrer hésitante et à se demander si ce nouveau désir que lui témoignent les hommes ne pourrait pas être l'occasion de faire quelques bonnes affaires. Brit se laisse désormais offrir des cadeaux par tous les hommes à qui elle accorde ses faveurs et avec qui elle partage le camp. La prostitution est née.

### Les Nuits romaines
Dans la Rome antique, aux alentours de l'an 300, le désir sexuel entre l'empereur Flavius et son épouse Domitilla s'est éteint depuis longtemps. Chaque jour se déroule de la même manière : le règne, les repas de fête, puis les bains. Ensuite, on va se coucher ... mais rien ne se passe. Mais après que Domitilla s'est endormie, Flavius se lève à nouveau, enfile des vêtements miteux pour ne pas être reconnu, se glisse hors du palais et part la nuit en libertin pour se faire vraiment gâter par les femmes dans une décadence romaine tardive. Dans sa maison close habituelle, la mère maquerelle lui vante les mérites d'une « nouvelle venue ». Une courtisane orientale très chère l'a séduit. Flavius s'achète une nuit d'amour avec elle et doit constater qu'il s'agit de sa propre femme, l'impératrice. Pourtant, tous deux prennent du plaisir ; car un autre lit, une autre maison et une autre ambiance font aussi naître un nouveau désir.

### Mademoiselle Mimi
La France peu après 1789. Alors que la Révolution suit son cours, le bourreau a fort à faire. Sur le chemin de son travail, la prostituée Mimi le satisfait régulièrement dans le carrosse. Depuis sa petite chambre, elle a littéralement une vue de loge sur les événements sanglants de la cour, où la guillotine est actionnée à la cadence d'une fois par jour. Dans le langage populaire, la prostituée est déjà surnommée « Mimi la guillotine ». Lorsqu'elle rentre un jour de son travail dans son appartement, un jeune garçon qui se fait appeler Philibert et se dit artiste l'attend déjà. Mais il n'est pas du tout dans l'optique d'obtenir du plaisir sexuel, c'est plutôt le neveu d'un marquis qui veut s'assurer sa place dans les loges. Mimi est plus qu'étonnée et ne renvoie de la chambre ce jeune homme séduisant et fortuné grâce à l'héritage de son oncle décédé, qui pourrait être à ses yeux un futur client intéressant, que lorsque le prochain prétendant veut obtenir son dû. Dans la rue, Philibert rencontre un ami avec lequel il a visiblement fait un pari, puisqu'il dit qu'il n'a absolument rien eu à payer chez la prostituée Mimi, et qu'il est quand même arrivé à ses fins.

### La Belle Époque
Berlin à la Belle Époque, peu avant le tournant du siècle. La prostituée Nini s'entiche de l'empereur Guillaume II, mais uniquement parce que son portrait figure sur le billet de 1000 marks-or, le « Kaiser-Wilhelm ». C'est pourquoi elle recherche délibérément un homme âgé et fortuné dans son bar habituel, dans l'espoir de pouvoir bientôt s'approprier sa majesté sous la forme de ce billet de banque. Sa « victime » s'appelle Eduard et, conformément au plan de Nini, est manifestement fortuné. Ils se rendent à son appartement et font l'amour. Tandis qu'Eduard s'endort dans son lit, Nini fouille dans ses affaires et empoche deux « Kaiser-Wilhelm » pour ses services amoureux, sans qu'on le lui demande. Alors qu'elle s'apprête à prendre la poudre d'escampette, la carte de visite d'Eduard lui tombe sous les yeux. Elle y découvre non seulement que son prétendant est le propriétaire de la plus grande banque berlinoise, mais qu'il porte également le titre pompeux de « Baron de Hanovre ». Nini change d'avis ... et reste. Le lendemain, lorsqu'Eduard veut la payer pour ses services, elle lui dit qu'elle ne veut pas accepter son argent, car elle est sérieusement amoureuse de lui. Nini demande à Eduard quelle est sa profession, mais celui-ci tergiverse. Nini lui dit alors sur qu'elle le pense très pauvre et lui rend les 2000 marks dont elle ne s'est pas servie, non sans dire à Eduard qu'elle veut le payer, d'autant plus qu'il a sans doute plus besoin d'argent qu'elle. Le baron est étonné et croit avoir devant lui une véritable madone, une sainte. Mais pour Nini, le fait de ne pas avoir gagné deux Kaiser-Wilhelm sera toujours payant, puisqu'elle a désormais de réelles chances de devenir la prochaine femme baronne.

### Aujourd'hui
Catherine est une prostituée de rue motorisée qui accueille ses clients au volant de sa voiture de 65 chevaux, une amazone d'aujourd'hui. Avec son bordel ambulant, Catherine pense qu'elle évite ainsi les ennuis avec la police des mœurs, contrairement à celles elle attendent leurs clients dans la rue. Sa patronne et meilleure amie, Dana, veille à ce que la police ne lui tombe pas dessus. Mais un jour, la police routière découvre son secret de la maison close ambulante et interdit cette « entreprise ». Mais les deux femmes trouvent une solution et changent sans hésiter de véhicule pour une ambulance. Avec elle, on a beaucoup plus de place et un lit dans le véhicule est également prévu.

### Anticipation, ou l'Amour en l'an 2000
À la fin du XXe siècle, les hommes ont conquis l'espace et colonisé des planètes étrangères. Entre les planètes et les galaxies, les voyages se multiplient. C'est de l'un de ces voyages de la galaxie 46 que descend le passager 14, le passager en transit Demetrius. Comme il y a des problèmes avec sa correspondance au spatioport de Paris, il se fait conduire dans un hôtel et choisit une fille parmi différentes offres de toutes sortes de plaisirs. C'est l'hôtesse 703, une fille qui se fait appeler Natacha, mais qui ne maîtrise pas l'amour physique, mais plutôt les gestes de l'amour - la présentation des sentiments par les mots. Mais ce type d'amour est inconnu de Nick, alias Demetrius, de sa galaxie d'origine. Il apprend quelque chose de nouveau. La femme suivante, Marlène, parle certes, mais elle ne connaît pas les gestes de Natacha, seulement l'amour physique. Enfin, le voyageur redécouvre aussi le jeu oublié de l'amour sous la forme d'un baiser et d'une affection profondément ressentie. Mais ce faisant, il se heurte à la limite de ce qui est permis dans ce monde futuriste, car les vrais sentiments sont punis par la loi. Le temps et le monde de cette époque sont devenus le cauchemar de tous les amoureux.

## Fiche technique
- Titre français : Le Plus Vieux Métier du monde[2]
- Titre allemand : Das älteste Gewerbe der Welt[3]
- Titre italien : L'amore attraverso i secoli[4]
- Réalisation : Claude Autant-Lara, Philippe de Broca, Jean-Luc Godard, Mauro Bolognini, Franco Indovina, Michael Pfleghar
- Musique : Michel Legrand
- Assistant réalisateur : Charles Bitsch
- Producteurs : Joseph Bercholz, Horst Wendlandt
- Sociétés de production : Les Films Gibé, Francoriz (Paris) ; Rialto Film Preben Philipsen (Munich) ; Rizzoli Film (Rome)
- Société de distribution : Athos Films (France)
- Affiche : Yves Thos
- Pays d'origine :  France,  Italie,  Allemagne de l'Ouest
- Format : couleur — 35 mm — 1,66:1 — son Mono
- Durée : 110 minutes
- Genre : Comédie dramatique à sketches
- Date de sortie :
  - Allemagne de l'Ouest : 7 avril 1967
  - France : 19 avril 1967
  - Italie : 19 juillet 1967

## L'Ère préhistorique

### Fiche technique
- Titre allemand : 2000 Jahre vor Christi
- Titre italien : L'età della pietra
- Réalisation : Franco Indovina
- Scénario : Ennio Flaiano
- Photographie : Sandro D'Eva, Heinz Hölscher

### Distribution
- Michèle Mercier : Brit
- Enrico Maria Salerno  (V.F : Jacques Berthier) : Rak
- Gabriele Tinti

## Les Nuits romaines

### Fiche Technique
- Titre allemand : Römische Nächte
- Titre italien : Notti romane
- Réalisation : Mauro Bolognini
- Scénario : Ennio Flaiano
- Décors : Ottavio Scotti
- Photographie : Carlo Di Palma
- Montage : Nino Baragli

### Distribution
- Elsa Martinelli : Domitila
- Gastone Moschin (V.F : William Sabatier)  : Flavius
- Giancarlo Cobelli : Menippo
- Gianni Solaro  (V.F : Jean Violette)  : un invité
- Luigi Leoni : un esclave

## Mademoiselle Mimi

### Fiche Technique
- Titre alternatif français : La Révolution française
- Titre allemand : Mademoiselle Mimi
- Titre italien : La ghigliottina
- Réalisation : Philippe de Broca
- Scénario : Daniel Boulanger
- Décors : Bernard Evein
- Costumes : Jacques Fonteray
- Photographie : Pierre Lhomme

### Distribution
- Jeanne Moreau : Mimi Guillotine
- Jean-Claude Brialy : Philibert
- Catherine Samie : Toinette
- Jacques Monod : L'homme du peuple
- Gérard Lartigau : Antoine
- Pierre Tornade : Le déménageur
- Jean Richard : Joseph
- Albert Rémy

## La Belle Époque

### Fiche technique
- Titre allemand : Fräulein Nini
- Titre italien : La Belle Époque
- Réalisation : Michael Pfleghar
- Scénario : André Tabet, Georges Tabet
- Photographie : Heinz Hölscher

### Distribution
- Raquel Welch  (V.F : Michèle Bardollet)  : Nini
- Martin Held : Édouard
- Tilly Lauenstein
- Siegfried Schürenberg (V.F : Jean-Paul Moulinot)

## Aujourd'hui

### Fiche technique
- Titre allemand : Die Amazonen heute
- Titre italien : Oggi
- Réalisation : Claude Autant-Lara
- Scénario : Jean Aurenche
- Décors : Max Douy, Maurice Petri
- Photographie : Michel Kelber

### Distribution
- France Anglade : Catherine
- Nadia Gray : Nadia
- Jacques Duby : le gendarme
- Francis Blanche : le docteur
- Jacques Marin : l'agent de police
- Laure Paillette : une locataire
- Marcel Dalio : l'avocat russe
- Gabriel Gobin : un monsieur choqué

## Anticipation, ou l'Amour en l'an 2000

### Fiche technique
- Titre allemand : Antizipation – Ein Wochenende auf der Erde im Jahr 2000
- Titre italien : L'amore nel 2000
- Réalisation : Jean-Luc Godard
- Assistants : Claude Miller, Charles Bitsch
- Scénario : Jean-Luc Godard
- Photographie : Pierre Lhomme
- Montage : Agnès Guillemot

### Distribution
- Anna Karina : Natasha / Eleonor Roméovitch, l'hôtesse 703
- Jacques Charrier : Nick / John Demetrius
- Jean-Pierre Léaud : Le groom
- Marilù Tolo : Marlène
- Jean-Patrick Lebel
- Daniel Bart